# Rácskay Jenő
Rácskay Jenő (Vác, 1958. augusztus 8. –) magyar történész, muzeológus, politikus, 1990 és 1998 között országgyűlési képviselő (SZDSZ).

## Élete
Rácskay Jenő 1958-ban született Vácott elszegényedett felvidéki nemesi család leszármazottjaként, Rácskay Jenő és Lelkes Ilona fiaként. Általános iskolai és középiskolai tanulmányait szülővárosában végezte, 1976-ban a Sztáron Sándor Gimnáziumban érettségizett, majd két évig könyvesbolti eladóként dolgozott. 1978-79-ben Szegeden teljesített sorkatonai szolgálatot, majd a Szombathelyi Tanárképző Főiskola hallgatója lett, ahol 1983-ban történelem szakos általános iskolai tanári és népművelői diplomát szerzett. 1989-ben az ELTE BTK-n levelező tagozaton elvégezte az új- és legújabb kori történeti muzeológiai szakot is.
1983-ban a táplánszentkereszti művelődési ház vezetője, 1984-ben a Vas Megyei Múzeumok Igazgatóságán lett történész-muzeológus Szombathelyen, ahol 1990-ben a történeti osztály helyettes vezetője lett. 19.-20. századi gazdaságtörténettel, banktörténettel és kultúrtörténettel foglalkozott, főleg helytörténeti témájú tanulmányai jelentek meg.
1989-ben belépett a Szabad Demokraták Szövetségébe, 1993-ban a párt etikai bizottságának tagja lett. Az 1990-es és az 1994-es országgyűlési választáson Vas megye 2. számú, Szombathely központú választókerületéből szerzett mandátumot. Az Országgyűlésben a külügyi bizottság és a Dunai Vízlépcső-rendszer kérdéseivel foglalkozó ideiglenes bizottság tagja lett, 1997-től 1998-ig pártja frakcióvezető-helyettese is volt. Az 1998-as országgyűlési választáson nem szerzett mandátumot.
1998-ban a szombathelyi Művelődési és Sportház igazgatója, 2002 után pedig a gazdasági és kereskedelmi minisztérium kabinetfőnöke lett, emellett a szombathelyi főiskolán oktatott EU- és NATO-ismereteket. 2007 és 2010 között a MOKÉP és a Pannónia Film vezérigazgatója, illetve igazgatója volt, majd a magánszférában helyezkedett el és uniós pályázatokkal és azok közvetlen hozzáférésével kezdett foglalkozni.
Felesége 1983-tól Mézes Ágnes magyar-könyvtár szakos általános iskolai tanárnő, két gyermekük született.